# Onze-Lieve-Vrouw van Groeninge

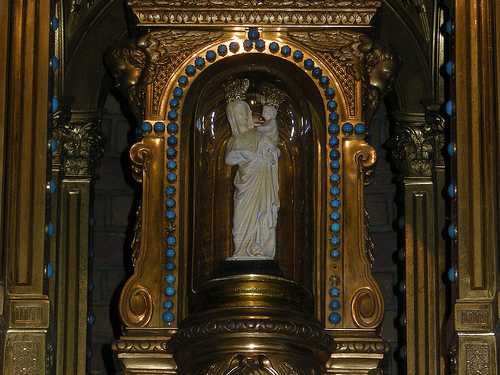
Onze-Lieve-Vrouw van Groeninge

Onze-Lieve-Vrouw van Groeninge is een middeleeuws genadebeeld dat momenteel bewaard en vereerd wordt in de Sint-Michielskerk te Kortrijk.
Het is een ivoren beeld en meet ongeveer 28 cm. Het beeld kan met vrij grote zekerheid gedateerd worden in het 3e kwart van de 13e eeuw. Het ontstaan kan hoogstwaarschijnlijk worden gesitueerd in Noord-Frankrijk meer bepaald aan een atelier verbonden aan de Sint-Denisbasiliek ten noorden van Parijs.
Tot de Franse Revolutie werd het beeld in meer of mindere mate vereerd in de verschillende vestigsplaatsen van de Groeningeabdij. Nadien werd het in 1841 plechtig overgebracht naar de Sint-Michielskerk waar het eerst onder beheer van de Jezuïetengemeenschap viel en sindsdien onder de Sint-Michielsbeweging. 

In origine was het beeld volledig van ivoor en gepolychromeerd. Het is uitgewerkt in een typische gotische beeldhouwstijl. Hierbij is de Moeder Gods afgebeeld met een zwierige heupbeweging en bijzonder fraai uitgewerkte plooien van haar mantel. Het Christuskind en Zijn Moeder kijken elkaar aan en lijken op deze wijze contact met elkaar te maken. De intimiteit in het beeld staat ver weg van de voorheen gangbare meer hiëratische vormgeving. In 1952 werden zowel de Moeder als het Christuskind gekroond.

Een typische devotie die tot de dag van vandaag gebeurt is de moederzegen. Zwangere moeders ontvangen hierbij na te hebben gebeden voor het genadebeeld een zegen voor een goede zwangerschap, een vlotte bevalling en een gezond kind.

## Legende
De legende gaat dat het beeldje door de paus onder het horen van hemelse muziek nabij Rome in een boom is gevonden.  Paus Honorius IV zou in 1285 het beeld aan gravin Beatrijs van Vlaanderen geschonken hebben die het in de Groeningeabdij onderbracht, alwaar zij in 1288 overleed. Noch het vinden van het beeld in Rome, noch een eventuele reis naar Rome door de gravin kan echter bevestigd worden.
Een andere legende verhaalt dat het beeld aan de hemel verscheen tijdens de Guldensporenslag in 1302 als steun aan het Vlaamse Leger.
Een ander verhaal verbonden aan dit beeldje is, dat na het bombardement in 1944 dit kleinood ongehavend terug werd gevonden. Het beeldje was toen niet in de kerk aanwezig. Wel is het zo dat de oostelijke toren waaronder zich het vereringsaltaar bevond, ongeschonden uit het bombardement is gekomen terwijl de rest van de kerk zo goed als volledig in puin lag.